# 堂形のシイノキ

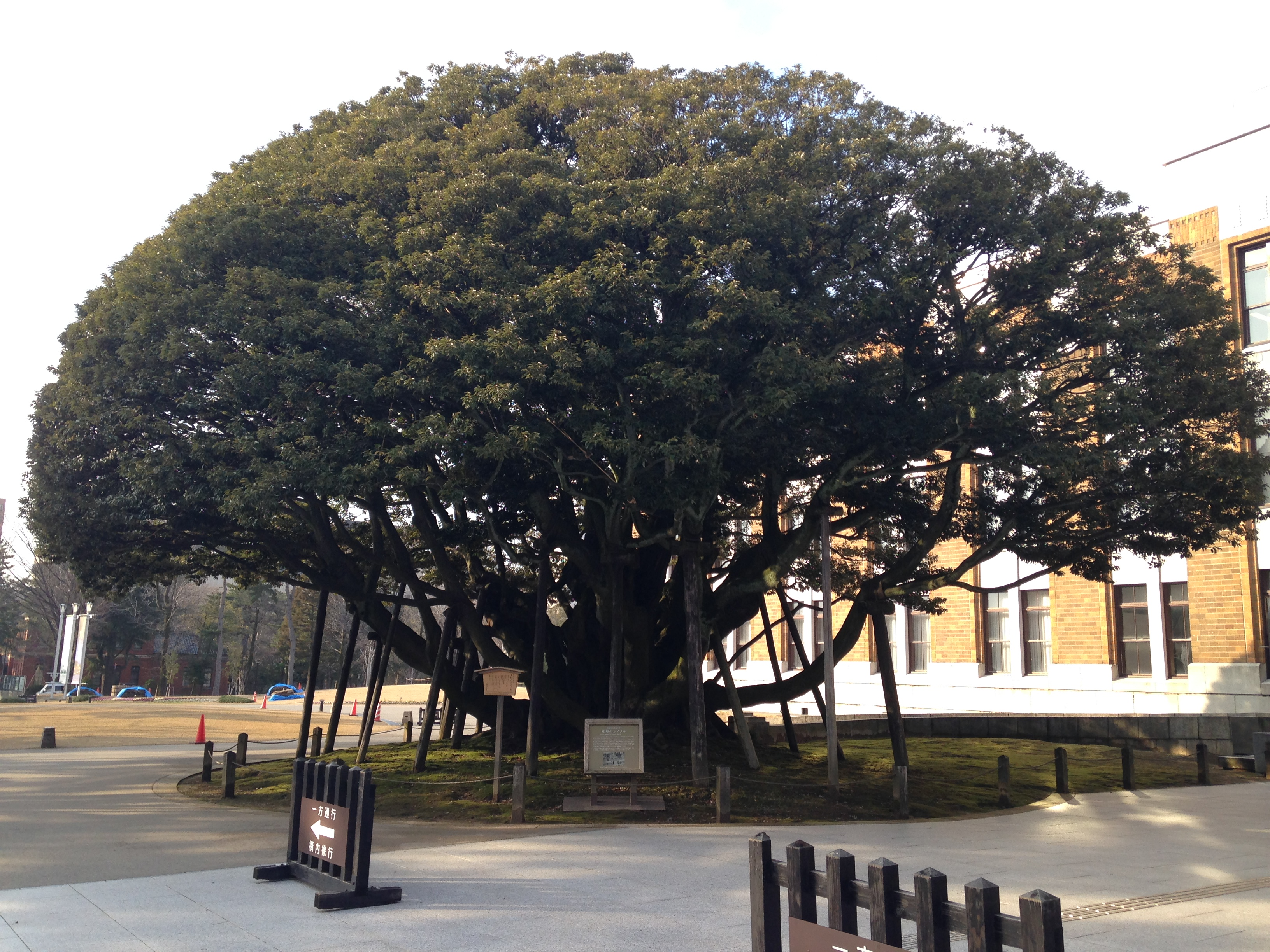
堂形のシイノキ。建物に向かって左側の個体。2015年1月20日撮影。

堂形のシイノキ（どうがたのシイノキ）は、石川県金沢市広坂の石川県政記念しいのき迎賓館（旧石川県庁舎）正面玄関前に左右1対で生育する、国の天然記念物に指定された2本のスダジイの老樹である。スダジイはブナ科シイ属の常緑広葉樹のひとつで、同属の中では最も高緯度（北）まで分布する種であり、日本でシイ、シイノキ（椎、椎の木）という場合、通常はこのスダジイを指す。北陸地方におけるシイノキの代表的な老樹として、1943年（昭和18年）8月24日に国の天然記念物に指定された。
堂形のシイノキは金沢市役所や金沢21世紀美術館といった施設が立ち並ぶ、金沢市の中心市街地に所在する国の天然記念物であり、石川県庁舎が2003年（平成15年）に金沢駅西北の鞍月地区へ移転するまでは、都道府県庁の敷地内にある日本唯一の国の天然記念物であった。堂形のシイノキの由来、経歴については諸説あるが、江戸時代に加賀藩で起きたお家騒動『加賀騒動』の中心人物として知られる大槻伝蔵の屋敷に生育していたものを、現在地へ移植したとも言い伝えられており、対になった2樹いずれも樹齢は300年から400年ほどと推定されている。
1924年（大正13年）に建てられた（旧）石川県庁舎正面玄関前の両脇に生育する堂形のシイノキは、長年にわたり旧石川県庁舎を訪れる多くの人々に親しまれ続け、2010年（平成22年）に改築され再整備された際には、新たな施設として建物の名称が公募され、その結果「しいのき迎賓館」と命名されるなど、金沢市民や石川県民にとって、旧県庁舎と1対2樹のシイノキの双方は結びついて想起、連想させるものであり、国の天然記念物ということだけにとどまらず、旧石川県庁舎のシンボル的な存在でもある。

## 解説

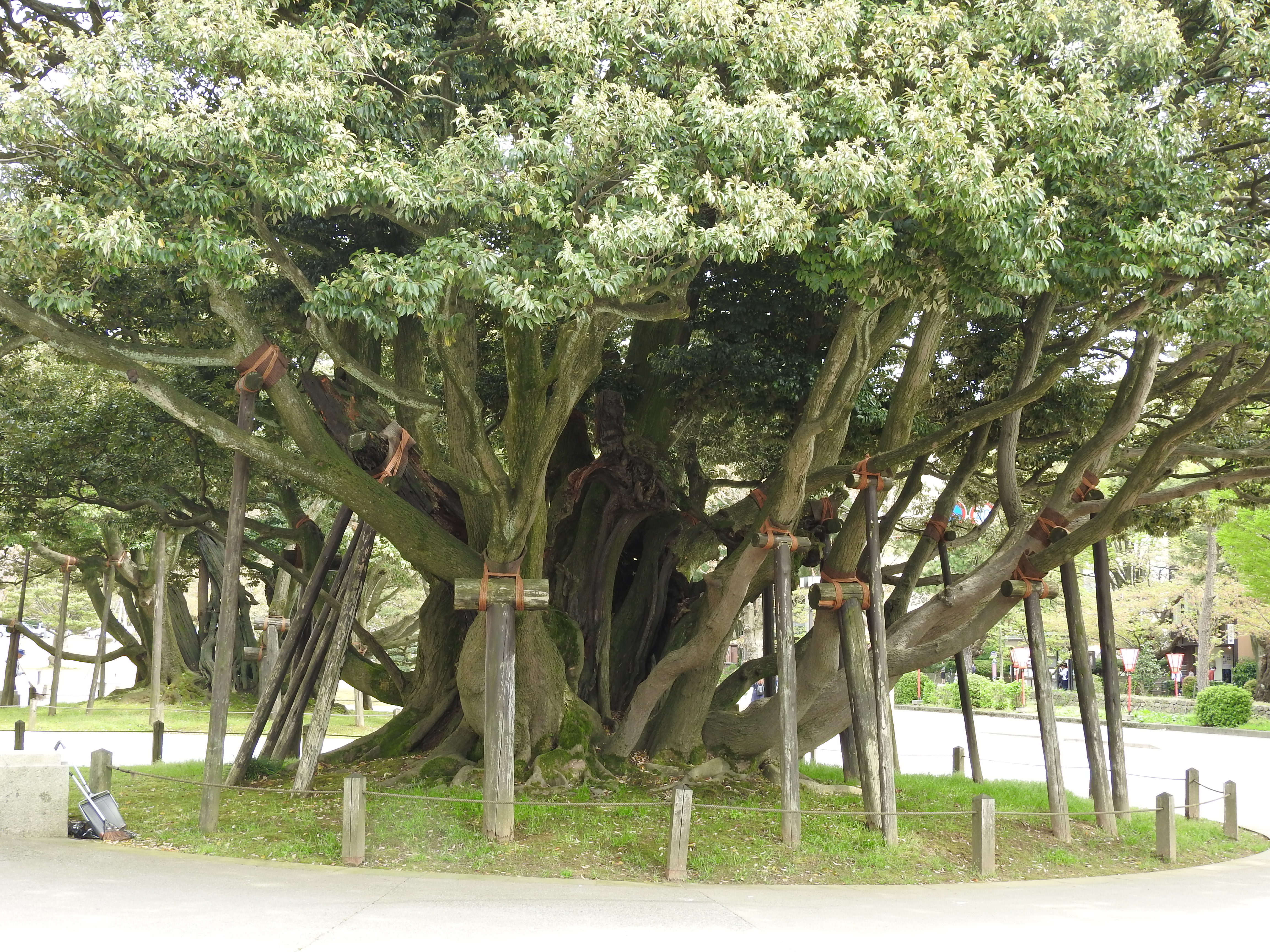
堂形のシイノキ。根元から多数の幹が伸びる。2016年4月16日撮影。

堂形のシイノキは石川県金沢市広坂の「しいのき迎賓館」（旧石川県庁舎）正面玄関前に、左右1対で生育する2本のスダジイの老樹である。所在する「しいのき迎賓館」は、周囲を日本三名園のひとつ兼六園や、国の史跡である金沢城、金沢市の繁華街である香林坊などに囲まれた金沢市の中心部に位置している。
国の天然記念物に指定された1対2本のスダジイの老樹は、その大きさや高さが資料により異なっているが、石川県教育委員会文化財課による石川県庁ホームページによれば、建物正面に向かって右側の個体が、根元の周囲7.4メートル、高さ12メートル、向かって左側の個体は、根元12メートル、高さ13メートルである。
一方、植物学者の本田正次による『植物文化財 天然記念物・植物』（1958年）および文化庁文化財保護部監修『天然記念物辞典』（1971年）によれば、複数の枯死した幹や枝の状況などと合わせ詳細な計測値が記されており、建物に向かって右側の個体は、根回り12.2メートル、高さ13メートル、主幹は地上高1.3メートルの位置での幹囲は5.2メートル。途中から西北側へ伸びて上部はよく茂っている。根元から7本の幹が生じていて、それぞれ南側へ4本、東側へ3本に分岐していて、枝張りは東側へ約9.82メートル、西側へ約6.76メートル、南側へ約8.5メートル、北側へ約8.73メートルである。建物に向かって左側の個体は、根回り12メートル、高さ12.2メートル、地上高1.3メートルの位置での幹囲は7.38メートル。地上より1.3から2メートルの間の高さの主幹から4本の枝を出し、その上部の主幹は枯死しているものの、枯死した部位から2本の太い枝が出ており、枝張りは東側へ約7.88メートル、西側へ約6.76メートル、南側へ約8.33メートル、北側へ約6.9メートルである。
ただし、講談社『日本の天然記念物』（1995年）では、「以前の報告では左側のものが右側のものより大きいように記されているが、現在、計測してみると、（中略）ほとんど同大のように見える。」と、金沢大学教授で植物学者の里見信生により記載されており、今日では2樹ともほぼ同一の規模であるとみられる。1952年（昭和27年）頃、衰弱が著しくなったため専門家による調査が行われ、その結果害虫が幹の中に入ったものと分かり、ミヤマカミキリやシロスジカミキリといった、生木を食べ樹木にダメージを与えるテッポウムシ呼ばれる潜孔虫（幼虫）の駆除が行われた。
指定名に冠された「堂形」とは、かつてこの地を堂形と呼んでいたことによるもので、1592年（文禄4年）に加賀藩の「加賀百万石の祖」とも呼ばれる前田利家が、「通し矢」が行われる京都の三十三間堂を模した的場と、加賀藩の米蔵をこの場所に設けさせたことから、三十三間堂の「堂」から「堂形」の地名が付けられ、米蔵の名称も「堂形米蔵」と呼ばれるなど、金沢城の一角に位置するこの場所は「堂形」と呼ばれるようになり、1943年（昭和18年）の国の天然記念物に指定された際には、指定名称「堂形のシイノキ」として告示された。
このシイノキの由来、経歴には諸説あり、加賀藩の2代藩主（加賀前田家3代）前田利常が、この場所に書院を設けたときの庭木であったという説や、前述した『加賀騒動』の中心人物大槻伝蔵の屋敷にあったものが、この場所へ移植されたという説などがあるが、いずれも確証となる史料等はない。また、前田利常が亡くなった直後の1660年（万治3年）、当時金沢の城下町で火事が度々起きていたため、家屋が密集していることによる延焼を防ぐため、火除地の役割を兼ねた馬場として広場がつくられ、1781年（天明元年）には、この付近一帯のスダジイを主体とする林の木々が、馬場での騎射や馬術の修練の妨げになるとして多数伐採されたと言われ、地元金沢の昭和初期の郷土史家である日置謙の著書『加能郷土辞彙』では、その際に伐採を免れたスダジイが、今日の堂形のシイノキであろうとしているが、こちらに関しても樹木の由来、経歴と同様に、確たる史料が存在せず推定にとどまっている。
金沢市の中心部にありながら、周辺一帯は兼六園をはじめ緑豊かな緑地が多く残されており、堂形のシイノキから広坂交差点を挟んだ南東側には巨樹が林立する本多の森と呼ばれる鬱蒼とした森があり、この森の主な樹相もスダジイを主体とする照葉樹林で、幹回り500センチメートルに近い太さのスダジイが複数生育し、堂形のシイノキから東側に隣接する金沢城跡には、移転前の金沢大学の植物園跡地があって、こちらにも幹回り500センチメートルを超えるスダジイの巨樹が12本も生育しているなど、金沢の中心部にはスダジイを主体とする常緑広葉樹林の豊かな自然林が残されている。

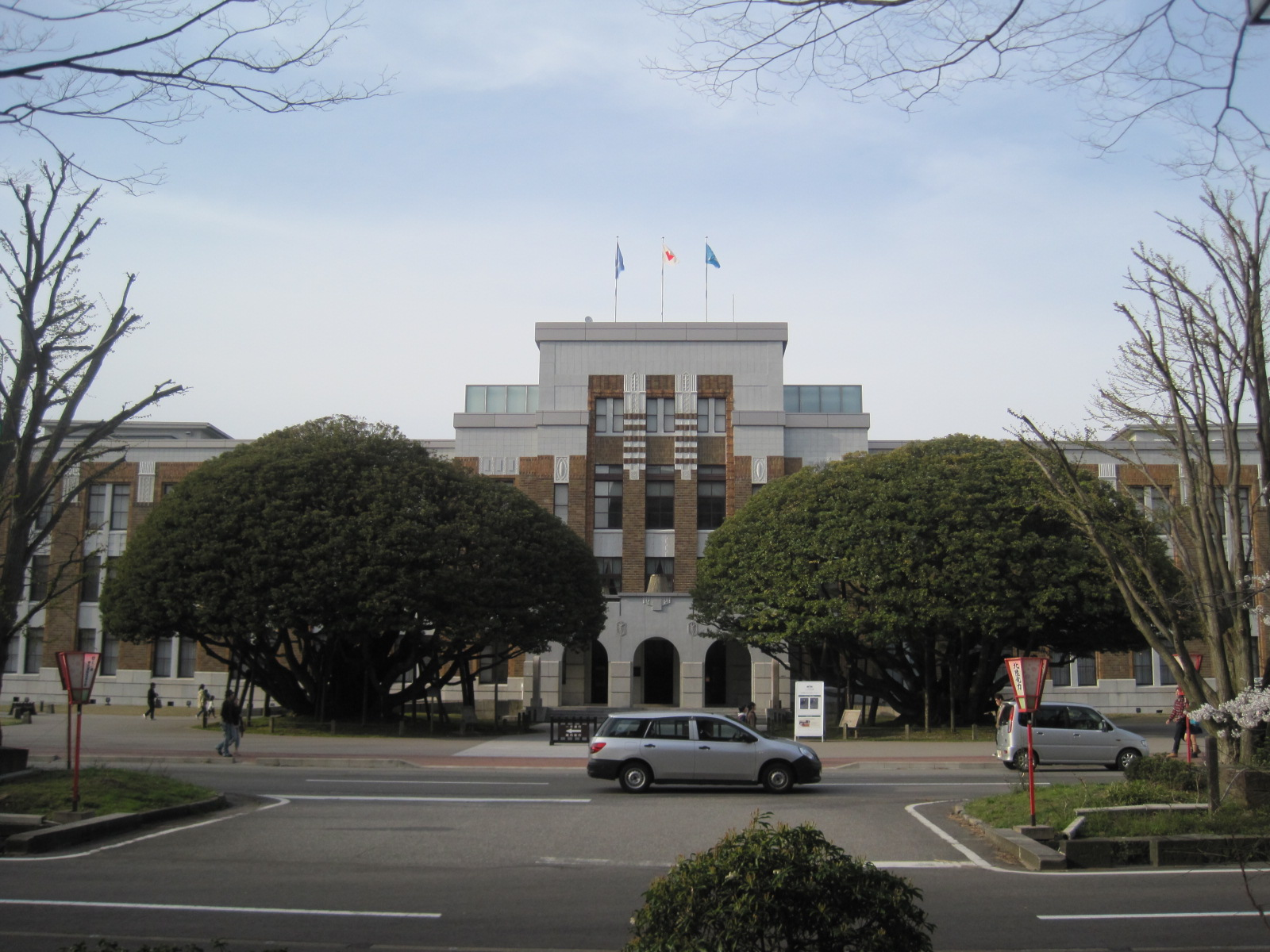
正面玄関前の左右に1対で生育している。
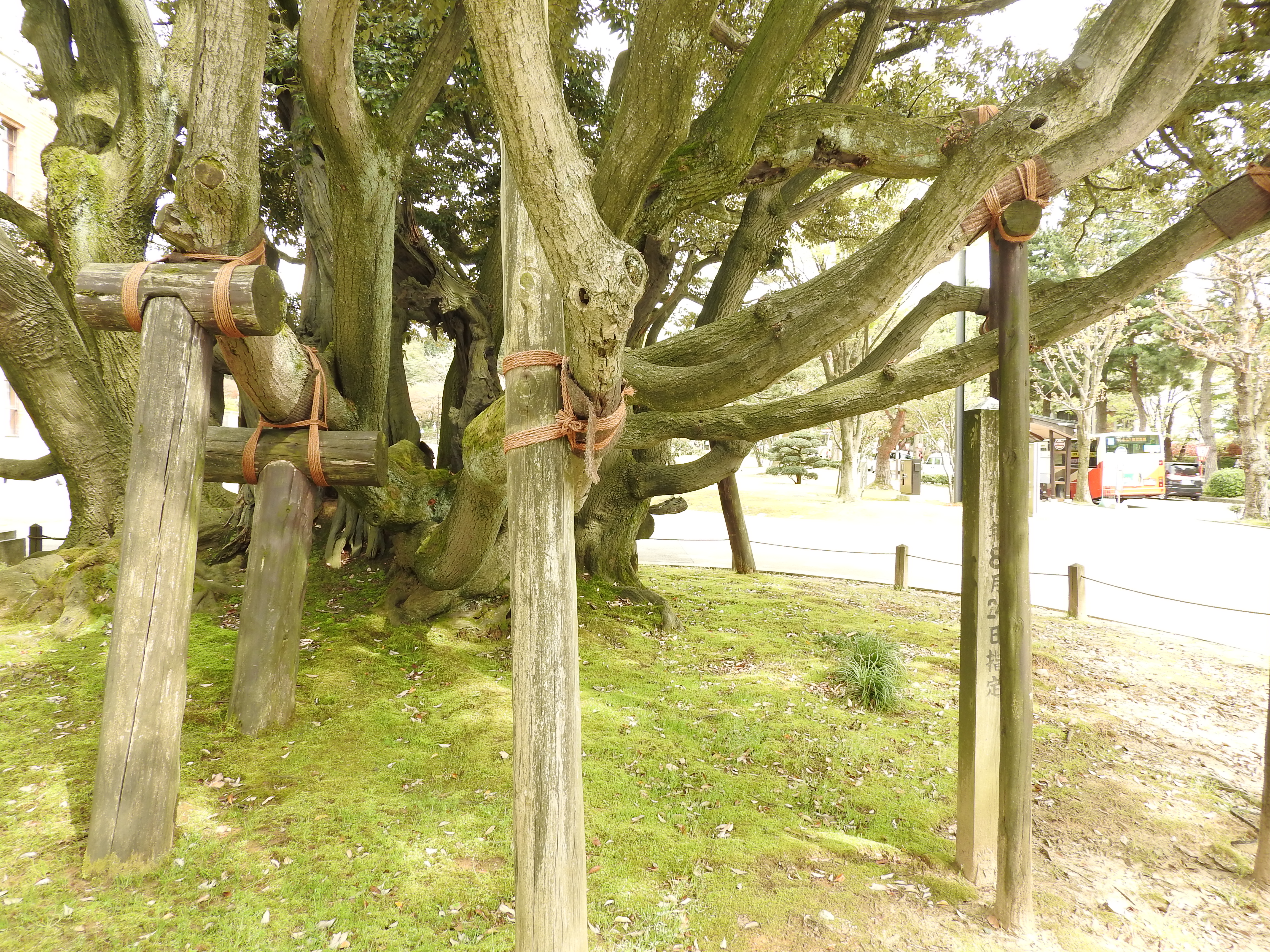
根回り。
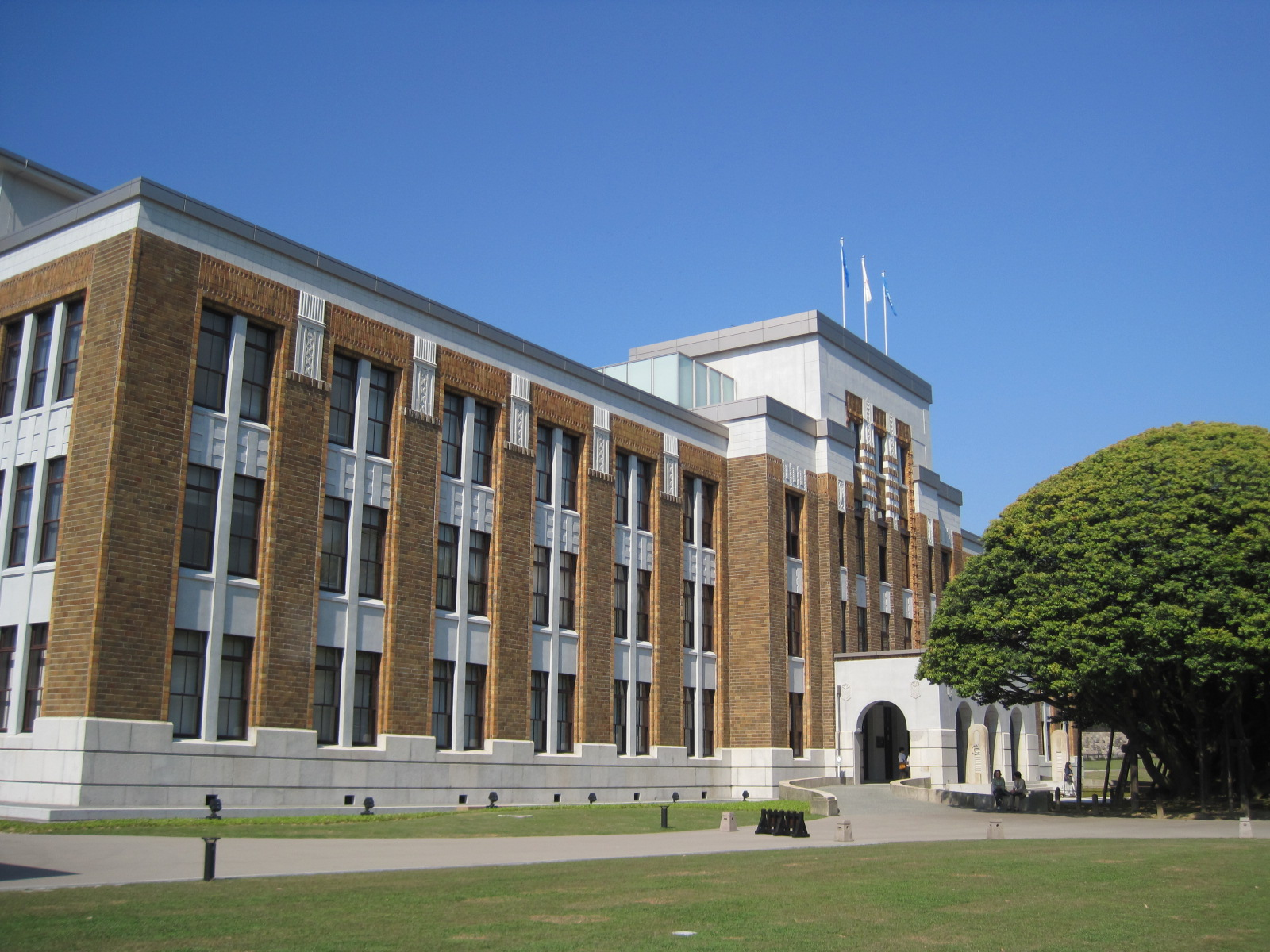
しいのき迎賓館のシンボルでもある。

## 交通アクセス
所在地
- 石川県金沢市広坂2-1-1[11]。

交通
- 北陸新幹線金沢駅下車。兼六園口（東口）バスターミナルより路線バス乗車、香林坊バス停（所要約10分）下車。徒歩約5分[12]。
- 北陸自動車道金沢西インターチェンジおよび金沢東インターチェンジより車で約20分[12]